# 上海出租车

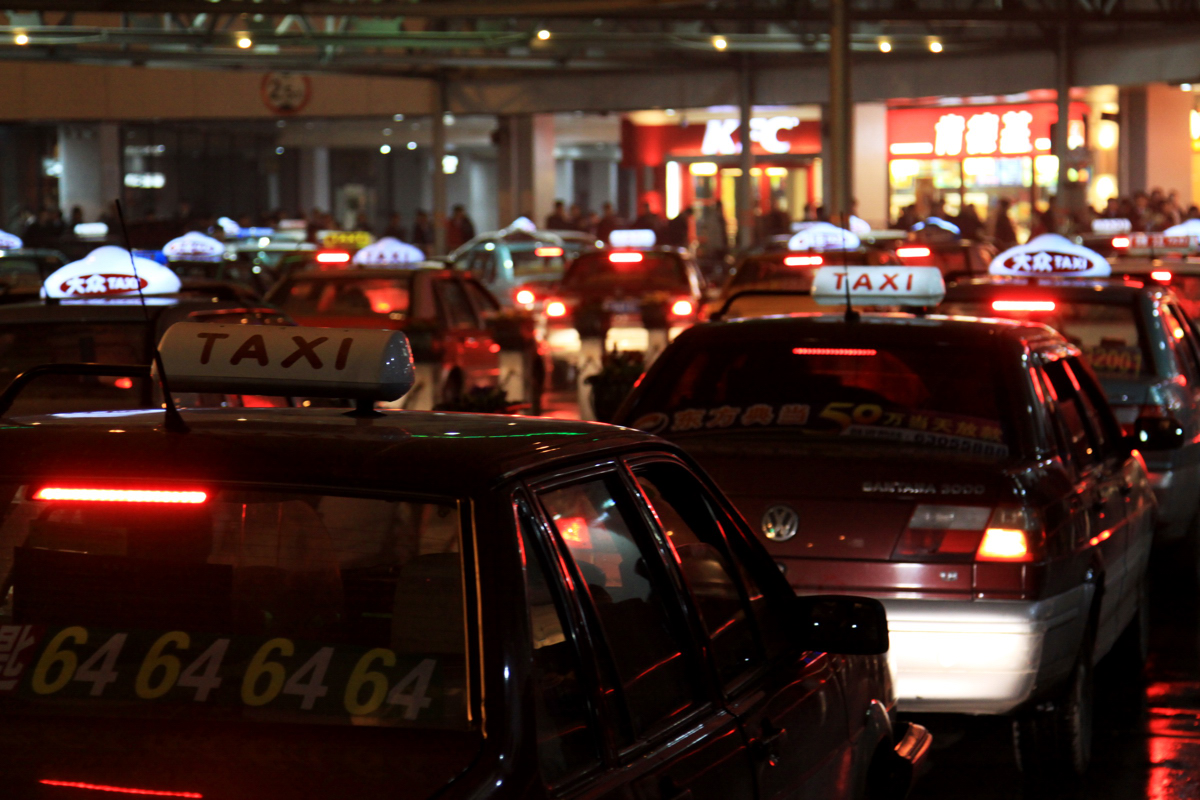
上海虹桥国际机场外的計程車海

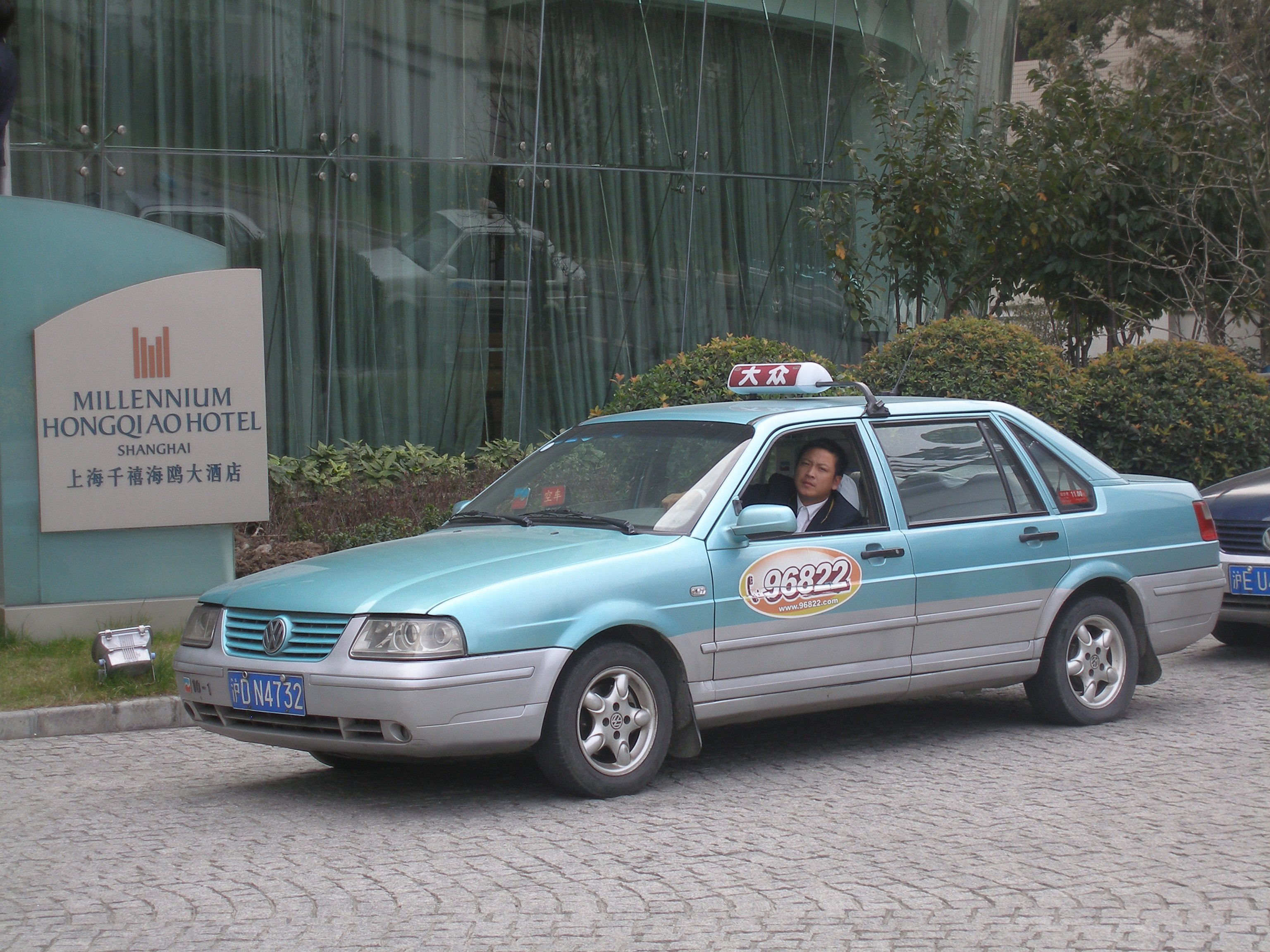
大众集团运营的桑塔纳出租车

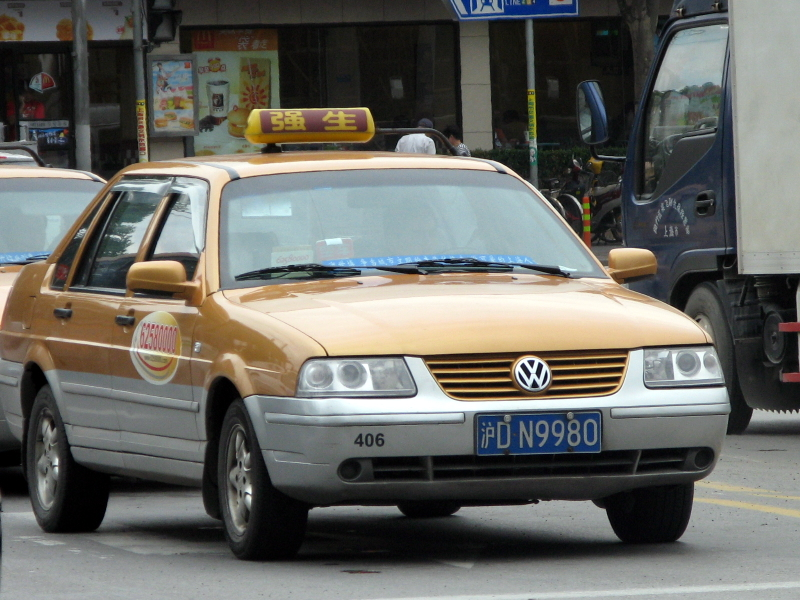
强生控股运营的桑塔纳出租车

上海出租车，是指在中国上海市行政区域内行驶和运营的出租车。儘管上海市官方使用「出租车」一詞，但民間仍舊習慣以「差頭」或「的士」稱呼之，而乘車則稱做「攔差頭」、「打的」或「打车」（即「打的」與「搭車」之混用）。截至2016年底，上海市行政区域内共有47271辆出租车。
上海出租车以高质量的服务、风纪严明而知名，一度被视为上海的“城市名片”。但自2010年上海世博会闭幕后，上海的出租车行业整体服务质量存在下滑趋势，近年来拒载、绕道、多收费等违规行为突出，成为深刻的问题。
2013年的Hotels.com全球的士服务调查中，上海的士排名全球第18。

## 历史

### 清末至民国
上海出租车的历史可以追溯至1908年9月10日。当时，位于四川路（今四川中路）的美商环球供应公司百货商场设立出租汽车经营部门，为消费者提供出租汽车服务。1911年至1913年，上海租界相关部门共批准9家出租汽车企业营业，有美商背景的平治门洋行、美汽车公司、华商背景的飞隆、亿泰等。当时，上海共有出租汽车43辆，主要供外国商人和官员乘坐。
第一次世界大战结束后，美商云飞、英商探勒及华商利利等出租汽车公司成立，其中以1919年成立的祥生汽车股份有限公司较为知名，至1930年代发展为上海规模最大的出租汽车公司。1921年时，上海出租汽车企业有34家，至1926年发展到51家，在公共租界捐照的出租汽车达493辆。1928年，上海汽车出租同业联合会成立，参加联合会的企业共有46家，车辆500余辆。1930年代祥生公司最早只有一辆出租车的时候，当时出去接一次生意叫做“出一差”，“差”是当量词用，“差头”因而得名。

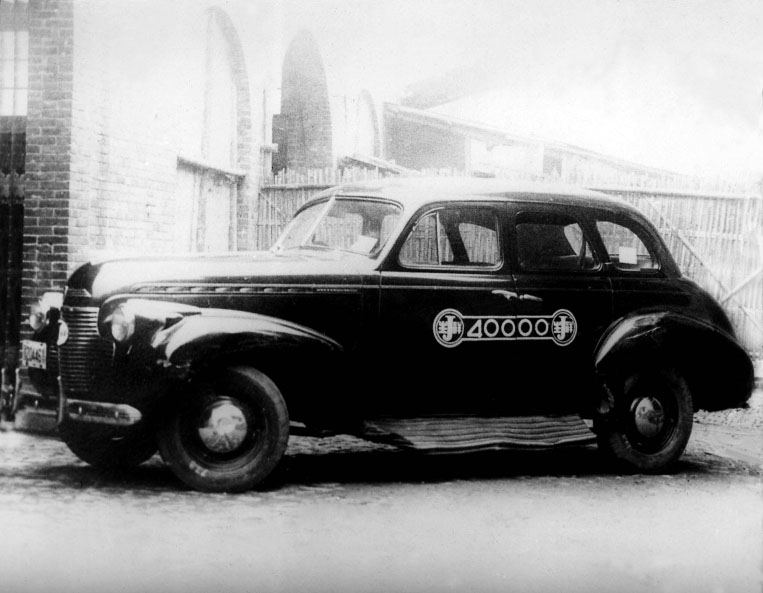
祥生汽车股份有限公司运营的出租车（1934年）

1932年一·二八事变爆发后，上海经济发生衰退，加上汽油涨价，增加了出租汽车运营成本，导致出租汽车业务开始衰退。因此，一些外商背景的出租汽车企业转给中国人经营，一些中小规模的公司进入停业状态。1935年11月，在上海公共租界共有107家出租汽车经营企业和1003辆出租车。1937年，淞沪会战爆发，导致出租汽车企业进入停业状态。同年11月上海遭日军沦陷，当时租界内依然有较为繁忙的出租汽车运营。1941年太平洋战争爆发后，上海租界遭日军占领。由于汽油供应中断，出租汽车进入停止运营状态，一些企业开始用木炭替代汽油维持运营，有些企业转型经营人力三轮车。
1945年抗战胜利后，出租汽车企业陆续复业。至1948年有57家出租汽车企业，但因物价持续上涨，出租汽车企业陷入困境。同年9月，国民政府为挽救财政危机和物资枯竭的情况，颁布“减车节油办法”，此后在上海地区行驶的出租汽车不足400辆。

### 中华人民共和国时期
1949年上海解放后，上海共有29家出租汽车经营企业，营业汽车370辆，出租汽车经营企业主要依靠借款或变卖资产维持经营。1951年9月，上海市有关部门批准祥生汽车公司公私合营，该公司于1954年12月改名为上海市出租汽车公司（为上海强生控股的前身）。1956年，上海市出租汽车公司与华东等16家私营出租汽车公司兼并，统一经营上海地区运营的出租汽车，当时，该公司有185辆出租汽车。在1950年代末至1960年代初，为解决国家经济困境和燃料供应不足的问题，上海的出租汽车依靠企业自行制作微型汽车和燃料替代品维持经营。
文化大革命爆发后，由于一些人认为“乘坐出租汽车是奢侈浪费的行为”，导致出租汽车发展停滞，在1970年代初更是出现了出租汽车公司撤销的情况。
1972年后，中国在联合国大会恢复合法席位，上海各类外事活动增多，出租汽车行业得到重新发展，上海牌轿车和大中型客车逐步投入运营。
中共十一届三中全会后，上海出租车行业打破“一家独大、垄断经营”的局面，全民、集体、合资、个体企业以及农民开始创办出租汽车公司，此后还相继成立了中外合作（合资）和股份制出租汽车企业。1985年3月，上海市人民政府发布《上海市出租汽车客运管理规定》，以加强对多家经营的出租汽车业的统一管理；同年4月，上海市公共客运管理处成立，对出租汽车市场进行统一管理。
此后，上海出租车出现各种乱象，令市民和政府感到不满，例如叫不到车、车况紊乱和差劣的服务态度等。1988年8月，时任上海市人民政府市长朱镕基在“下定决心把出租车整顿好”的专题讲话中，认为“现在出租车经营作风已经到了不能容忍的地步，成为影响上海投资环境改善的一个重大问题”。该次讲话发表后，上海市政府开始大力整顿出租汽车行业。同年底，上海大众出租汽车公司（现大众集团）正式组建，以整顿上海当地的出租车市场。当时，大众公司贷款6350万元（人民币，下同）引进了500辆红色大众桑塔纳，同时推出“扬手即停，上客问路；电话订车，约时不误；电脑计费，公道合理；车辆整洁，礼貌待客”的32字服务口号，为乘客提供更加优质的服务。在上海出租车行业进行了大规模的整治后，上海出租车市场实现了新的发展。1990年时，上海出租车解决了“租车难”的问题，同时提高了出租车供应量，也降低了违纪发生率。当时，上海出租车很少出现行车违规行为（如不打表、载客绕路、拒载等），且经常出现驾驶员的优秀事迹（如拾金不昧、见义勇为、助残帮困等）。据同年底统计，1990年，上海拥有11298辆出租车，年载客量1887.29万车次。
1995年6月27日，上海市人大常委会颁布《上海市出租汽车管理条例》。同年底，上海市共拥有36991辆出租车。
2001年1月，由于上海市郊区（县）的区域“黑车”比较猖獗，上海市人民政府办公厅转发了市交通局《关于本市开展城市公共客运市场专项治理工作意见》，决定在嘉定、宝山、闵行、金山、松江、青浦、奉贤、南汇及崇明等9个区县发展区域性出租汽车，以取代当地运营的“黑车”，满足郊区民众对出租汽车的需求，同时设立区域性出租汽车公司。
2010年上海世博会闭幕后，上海的出租车行业整体服务质量存在下滑趋势，近年来拒载、绕道、多收费等违规行为突出，成为一个深思的问题。
2018年5月，上海市交委表示将完善出租车价格优化调整方案。根据方案，上海出租车未来将实行“优质优价”，并建立运价动态调整机制。同时将拓宽从业人员来源，未来出租车公司将允许录用外地户籍驾驶员。
2020年9月28日，上海市出租车统一平台申程出行APP上线试运营。用戶可以在該平台网上叫车，並且可以在上海200个出租车線下候客点通過該平台叫車。

## 运营

### 运营公司
截至2016年底，上海市共有出租汽车企业125家，另有2966户个体经营户也涉及出租汽车经营。在所有企业中，大众、强生、锦江、海博（原农工商，2005年更名）的规模较大，被称为“四大公司”或“四巨头”，这些公司占据上海出租车车辆总数的60%。其他運營公司還有總部位於北京成立於1992年的銀建出租以及2002年5月1日推向市場的法蘭紅。
至于区域出租汽车方面，第一家区域出租汽车公司于2001年4月30日投入运营，位于嘉定区。当年，上海共有13家区域性出租公司成立，其中大众公司参与组建了4家，原巴士公司组建了4家，锦江和海博出租公司组建了1家，其他中小企业组建了3家，此后又成立了6家区域性出租企业。至2014年，上海市共有区域出租汽车企业19家，各区县都有1至3家企业，共有约5016辆区域性出租车。在以上区域运营的出租汽车车牌均为“沪C”开头，营运范围限在外环线以外。

### 客户端
2022年，上海市交通委员会推出了全市计程车行业统一客户端——“申程出行”。

### 司机
上海现有出租车从业司机近十万名，以崇明区籍贯的较多。在上海，每3名出租车司机中，就有1名来自崇明。一些出租车司机可以掌握简单的外语，以便与外籍人士交流。
上海出租车的司机录用要求较为严格。在民国时期，应聘司机除需持有驾驶执照外，还需有驾驶经验和无犯罪记录，一些企业还制定更为苛刻的录用条件。以祥生汽车公司为例，员工录除需要有熟人介绍外，还需要通过考试、铺保、现金保。在考试方面，驾驶员考试内容包括英语会话、上海当地道路知识等。应聘司机是否被公司录用除了看应聘司机的考试成绩，还要看应聘司机的仪表和身体健康状况才能确定。而应聘司机先考试后办证上岗的制度至今依然保留了下来。此后上海市规定，出租车司机必须为上海市户籍居民，然而有部分企业违规招聘外地户籍驾驶员，其中有不少没有取得上岗证。
1989年，上海出租车首次实施驾驶员严重违纪“一枪头”处理制度，驾驶员如存在严重违纪行为，直接开除处理；此后在1994年8月推出“星级驾驶员”制度。随着《上海市交通委员会关于发布修改后的交通企业质量信誉考核指标的通知》的出台，出租车司机如存在违纪，经乘客投诉确认违纪的，上海市交委会将投诉事实以及情况录入企业诚信档案，并依据相关规定扣除“信誉考核”分，同时督促企业将涉事司机违纪事实计入驾驶员诚信档案。一些企业同时规定驾驶员在一定期限内被投诉一定次数的，将受到严重警告、停运直至开除的处罚，同时扣除奖励金，在处理结束后还需要接受行业规范上岗再培训。
2017年6月，上海市运管处下发了《关于进一步规范出租汽车车辆车容车况和驾驶员仪容仪表工作的通知》，要求出租汽车企业建立各项配套管理制度。该《通知》要求，出租车司机统一着装。如司机有衣着不整洁、不文明礼貌、在车厢内吸烟等问题，可处以最高200元的罚款。

### 车费

#### 收费模式
上海的出租车最初以按时间计价收费为主，在1911年有公司采取按里程计价的收费模式。1950年代后，上海出租车统一改以行驶里程计费，不再计时收费。
在清末，上海曾采用计价器收费的模式，当时美汽车公司引进的雷诺出租车装有计价器，但此种计价器未得到推广应用。中华人民共和国成立后，采取以路码表记录的实际行驶公里数计价的模式，但缺点是车费依据单一有误差。1980年代后，上海开始研制第一代出租车计价器，但是第一代出租车计价器存在无法适应车辆的实际工作环境问题，未能全面推开使用，因此上海启动了第二代计价器的研制工作。在此期间，由于出租车没有安装计价器，导致上海出租车存在乱收费的问题。为此在1988年8月，上海市公用局、市工商行政管理局、市公安局、市物价局要求在1988年内，出租汽车必须使用计价器，之后从摩托罗拉公司进口3000台计价器。至1988年底，上海出租车已全部安装计价器，采取使用计价器收费的制度，一直维持至今。此后上海又研制成功了中国第一台具有打印装置功能的计价器和IC卡计价器。
2014年9月，强生出租宣布与支付宝达成合作，旗下出租车开始全面支持支付宝付款。

#### 收费标准
目前上海的出租车分为市域出租车和郊区出租车，两者的收费标准不同。其中，市域出租车的收费标准为：
| 车型类别                             | 起租价格 | 起租里程 | 续租运费 | 乘距超15公里 | 夜间（23时～次日5时） | 车速低于每小时12公里/乘客要求停车等候计费 |
| ------------------------------------ | -------- | -------- | -------- | ------------ | --------------------- | ----------------------------------------- |
| 小型客运出租汽车                     | 14元     | 3公里    | 2.5元    | 加50%        | 上浮30%               | 4分钟计1公里                              |
| 中型客运出租汽车、纯电动客运出租汽车 | 16元     | 3公里    | 2.5元    | 加50%        | 上浮30%               | 4分钟计1公里                              |
| 中型客运出租汽车（多功能型）         | 19元     | 3公里    | 2.5元    | 加50%        | 上浮30%               | 4分钟计1公里                              |

而区域出租车的收费标准与市域出租车有别，最初区域出租车的起步价（3公里）为8元，续租运费为每公里2元，乘距超10公里、夜间均不加价；此后进行了一次调整，运价为起租费11元，续租运费每公里2.4元，每乘次加收1元燃油附加费。2012年4月，上海市发改委下发通知，将区域出租车运价定价权下放至各区政府，即区域出租车运价由各区政府制定和管理，同时要求相关收费标准和浮动幅度不得高于市域出租车。

#### 车费调整
2006年后，上海出租车共有數次车费调整：
- 由于国际油价普遍上扬，上海市区顶灯出租车从2006年6月1日起全面调整为：起步价：11元3千米，超过3千米以2.1元／千米加价；晚间23:00至次日5:00期间，起租费、超起租里程运价上浮30%。郊区有所不同，起步价为9元3千米，加价相同，也为超过3千米以2.1元／千米加价[32][33]。
- 2009年10月9日下午，上海市发展和改革委员会、上海市交通运输和港口管理局联合发布消息，经市政府同意，决定自10月11日起再次实施出租汽车运价油价联动，调整出租汽车的运价。具体调整后的运价标准为：市区出租汽车、小型客车起租费由11元调整为12元，超起租里程的单价由每公里2.10元调整为2.40元；中型客车的起租费由16元调整为17元，超起租里程的单价由每公里2.10元调整为2.40元；区域性出租汽车起租费由9元调整为10元，超起租里程的单价由每公里2.10元调整为2.40元。其他计费规定不做调整[34]。
- 2011年7月9日，上海出租车车费又进行了调整，其中市区出租汽车起租费由12元调整为13元；区域性出租汽车起租费由10元调整为11元。如加上1元的燃油附加费，前者为14元，后者为12元，而市区出租车夜间起步涨至18元[35]。
- 2015年9月30日，上海市政府发布消息，自2015年10月8日起调整出租车收费标准，其中市域出租车起步费由13元调整为14元，途安车型起步费则调整为16元；超起租里程单价由2.40元调整为2.50元；超运距加价距离由10公里起调整为15公里起，低速等候费由每5分钟计收一公里单价调整为每4分钟计收一公里单价，夜间加价标准则维持不变，同时取消燃油附加费。出租车计价器调整工作自10月8日起启动；自11月1日起，新的收费标准正式施行，而在11月16日，区域性出租车的燃油附加费将被取消[36]。
- 2021年11月15日，上海市发展改革委举行优化市域巡游出租汽车运价机制听证会。其中制定的價格調整方案為：起租里程运价由2.5元/公里调整为2.7元/公里，将低速等候费由“每4分钟收取1公里”调整为“每4分钟收取1.5公里”；增设重大节假日附加费，春节长假、国庆长假及五一小长假期间加收10元/单。[37]2022年1月15日起，上海出租车正式調整運價[38]。

### 运营统计
随着上海地铁新线路的开通和主体地位强化，上海出租车的客运量持续下降。根据2018年3月的统计，上海出租车客运量为5974.2万人次（日均182.7万人次），同比下降10.7%。

## 车辆

### 车型
上海出租车最初使用进口车作为主要使用车型，到1930年代，出租汽车经营者开始使用美国生产的福特、雪佛兰、别克、道奇、纳许、顺风等车型。抗战胜利后，上海出租车使用的车辆仍以1940年代及以前进口的车辆为主。1958年，上海首次试制国产出租汽车，型号有飞跃牌、海燕SW710型、海燕SW730型共3种，但由于车型技术性能较差，1978年后全部淘汰。
1960年代，上海引进华沙204型、标致404型作为出租车用车，至1985年退役。1972年，5辆上海牌760型轿车正式投入服务，至1976年共有175辆。1980年代，上海再引进一批菲亚特125P，尔后又引进了雪铁龙、伏尔加、波罗乃茨、皇冠、尼桑、德产桑塔纳，还有少量的沃尔沃、三菱等车型。1983年大众汽车在上海安亭建厂生产桑塔纳后，上海产桑塔纳正式进入了上海出租车市场，成为上海出租车的主要车型。后来又引进了天津夏利、奥拓作为出租车用车（现已退役）。

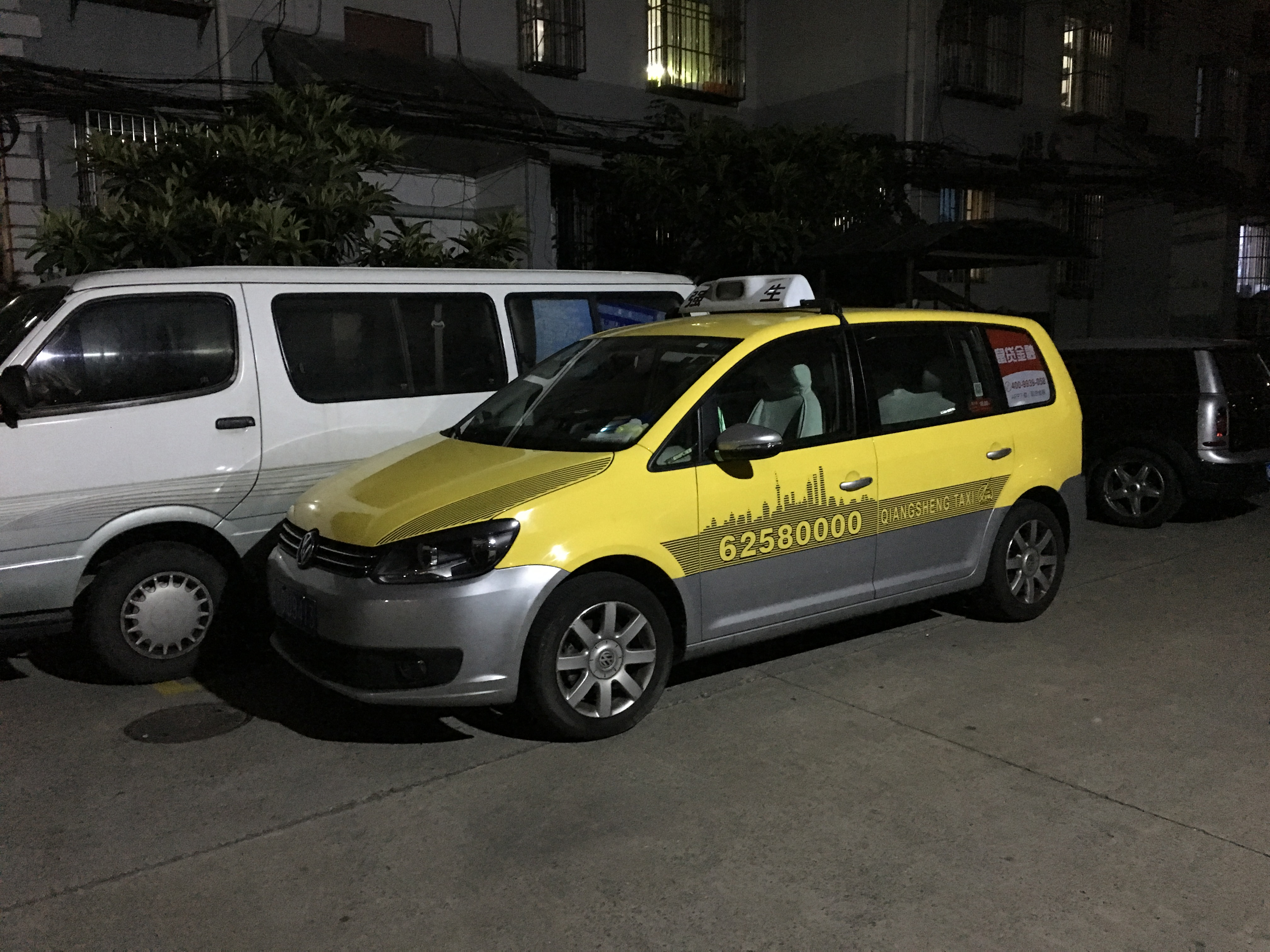
一辆由强生控股运营的大众途安出租车（2017年）

目前上海的出租车车型主要使用上汽大众生产的车型，其中桑塔纳系列的拥有率较高，一度占据了90%以上的上海出租车市场。2000年底，上汽大众生产的大众帕萨特（B5）正式作为出租车用车；2010年3月，为迎接上海世博会召开，上海宣布投放3550辆大众途安出租车和350辆别克君越油电混合动力出租车，这些车辆涂有世博会专用涂装（又称为“世博出租车”），在世博会举办期间为世博会提供优质服务。2010年11月，由于购车成本以及维护成本过高，别克君越退出出租车运营。而2010年3月投放的世博版途安出租车也开始逐步退役，至2016年4月底全部退役。另外，随着桑塔纳Vista的停产，上海市交通委也确定选用新款途安和新款朗逸作为新投放和更新出租车的首选，成为未来上海出租车的主打车型。然而新款朗逸出租车在上海数量不多，几乎均为小型出租车公司所有。2018年6月1日，200辆新款大众途安L7人座版出租车正式进入大众出租公司运营。根据强生公司的计划，该公司于2018年10月底前购入1700辆大众途安，以取代即将淘汰的桑塔纳畅达，届时强生将成为上海第一家实现老旧版桑塔纳全部退役的出租车经营企业。而大众、海博也启动了桑塔纳畅达的淘汰计划。
除上汽大众系列车型外，近年来上海也使用其他品牌作为出租车运营。2004年，上海在中国大陆首次引进奔驰E200作为出租车运营，共计100辆，但因维护成本过高，于2006年10月全部退出市场。2014年10月，强生出租投放50辆英伦TX4无障碍出租车投入运营，该车除提供无障碍设施外，还在车内安装WiFi和车载空气净化器等设施。由于吉利汽车已宣布TX4停止生产，加上维修保养设施不配套、零配件供应紧张，价格也相对较贵，导致TX4型出租车于2017年12月全数退役。2016年7月，强生出租引进50辆日产NV200无障碍出租车投入营运，至2017年9月28日，强生又引进100辆NV200出租车，惟车型版本与此前引进的版本完全不同，为7人座版本，且车身使用“吉祥黄”涂装。

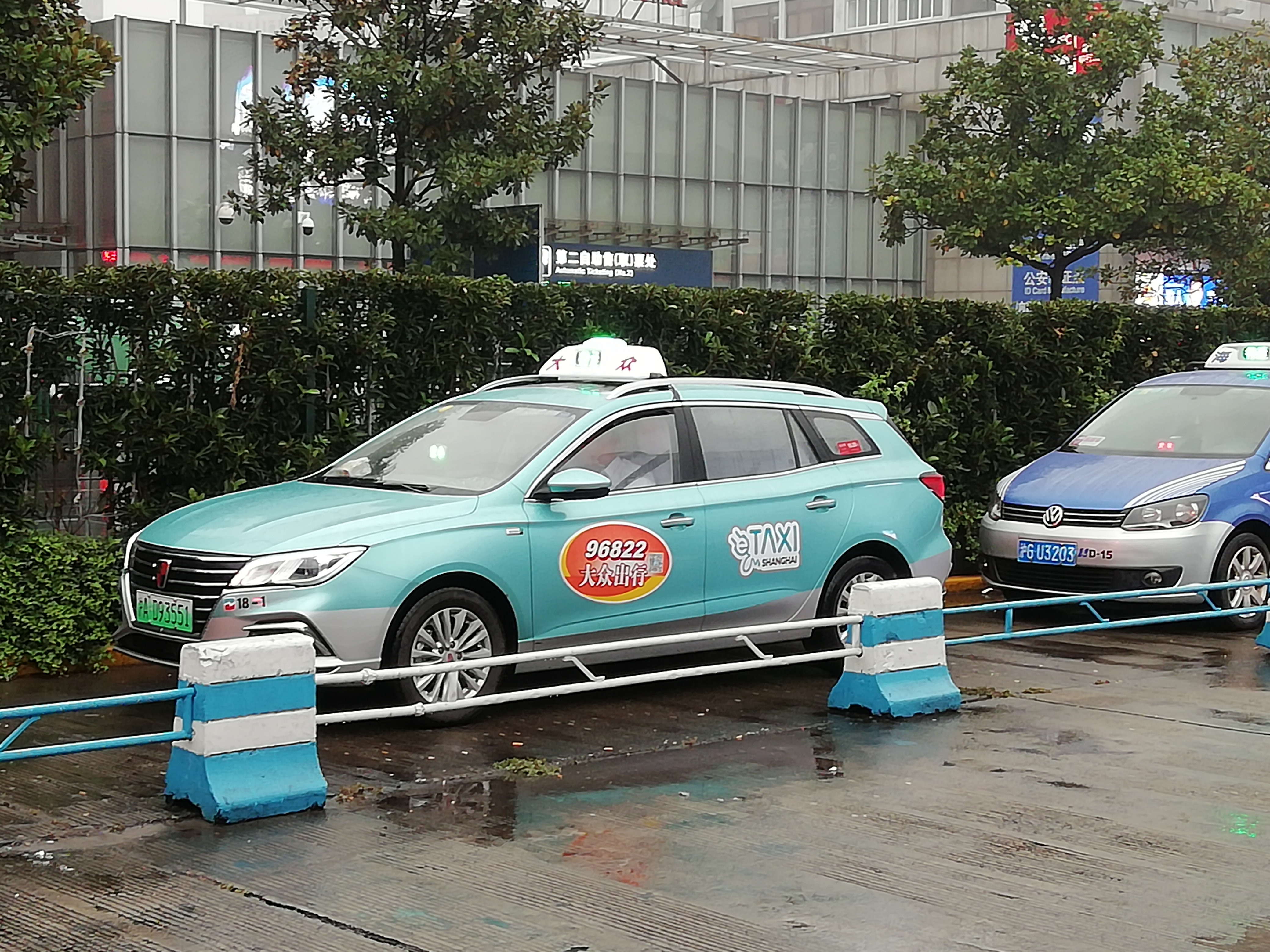
2018年9月投入运营的荣威EI5纯电动出租车

一些出租车公司还会使用其他车型，如奇瑞东方之子和起亚远舰，但数量较少。2018年4月13日，100辆荣威360型出租车投入上海出租车市场，但主要由小规模公司使用。同年6月8日，为承担中国国际进口博览会期间的服务保障任务，强生公司计划在9月投放100辆纯电动车、100辆中档的大众帕萨特和200辆日产NV200，组成“强生专属车队”，这是上海首次计划选用纯电动车作为出租车用车。2018年9月，首批荣威纯电动出租车正式运营。新投入运营的车辆提供了智能语音提醒、蓝牙通讯、二维码扫码支付、驾驶员人脸识别、安全主动监控、一键报警等功能。

### 车身颜色
根据《上海市出租汽车小客车车辆规定》规定，上海出租车裙边统一使用钻石银灰色裙边。至于上半部分颜色，则由市运管处统一安排。出租汽车数量在1000辆以上的经营企业可以选择指定颜色中的一种，作为该企业车辆的色标。具体使用颜色如下：
- 大众：1995年前，使用冈比亚红；1995年后，改用薄荷青。
- 强生：初期投放车辆使用黄色；2011年与巴士出租合并后统一使用原巴士出租的富贵绿。然而“富贵绿”色与大众的“薄荷青”色较为相近，因此日后新投放的车型改用吉祥黄。另外，强生公司引进的无障碍出租车使用的颜色与其他车型不同，为玫瑰金。
- 锦江：阿尔冰白
- 海博：紫蓝色
- 蓝色联盟（中型出租车企业）：印加蓝色
- 法兰红（原为200多家中小出租车企业）：法兰红色
- 除以上公司外的其他公司：印第安红
- 郊区出租车：初期使用龙绿色，2010年世博会前夕改用橙色。

另外，2010年3月的投放3550辆大众途安出租车和350辆别克君越油电混合动力出租车使用世博会专用涂装。惟上述车辆已全部退役。

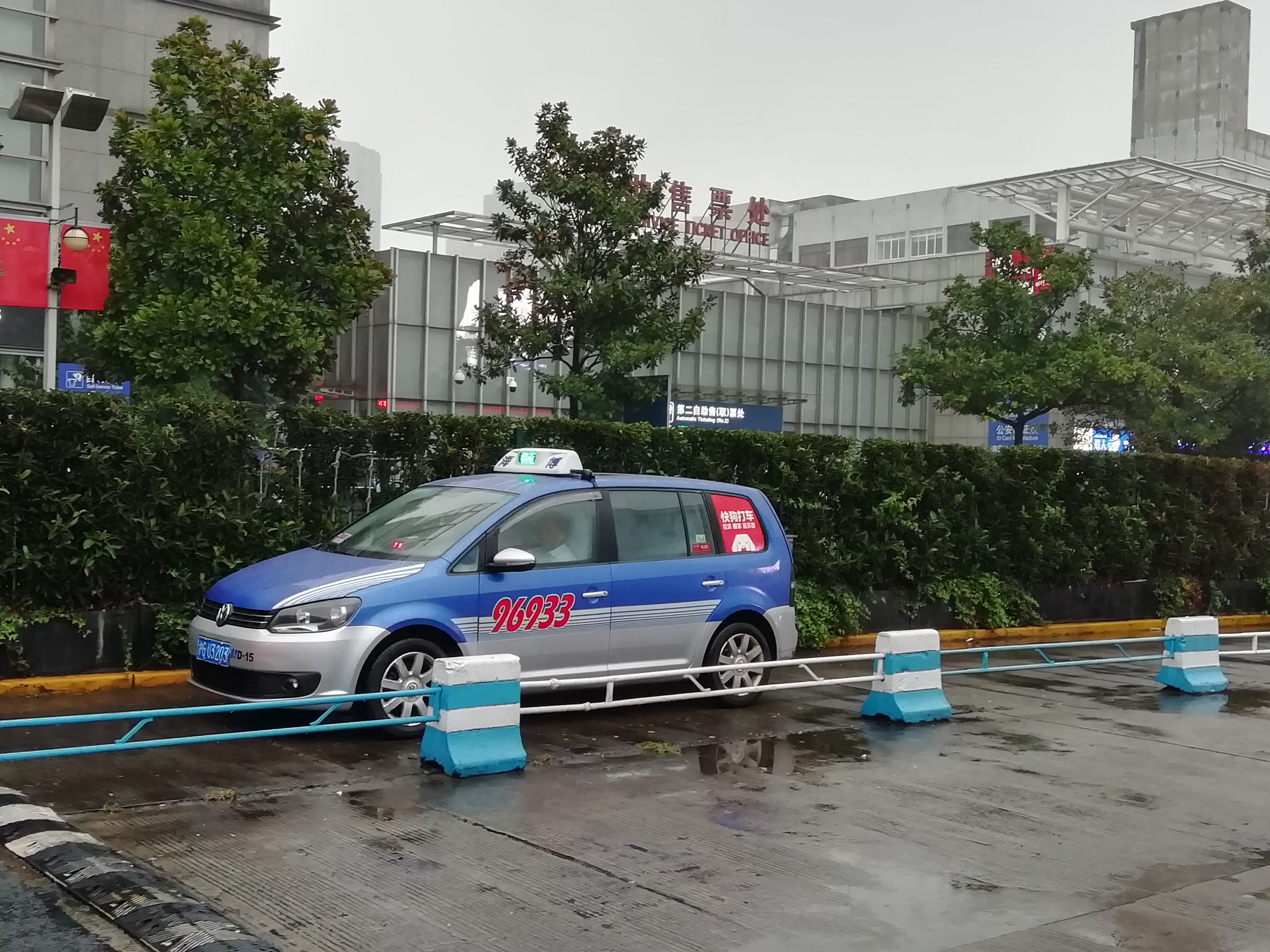
海博公司运营的出租车，使用紫蓝色涂装
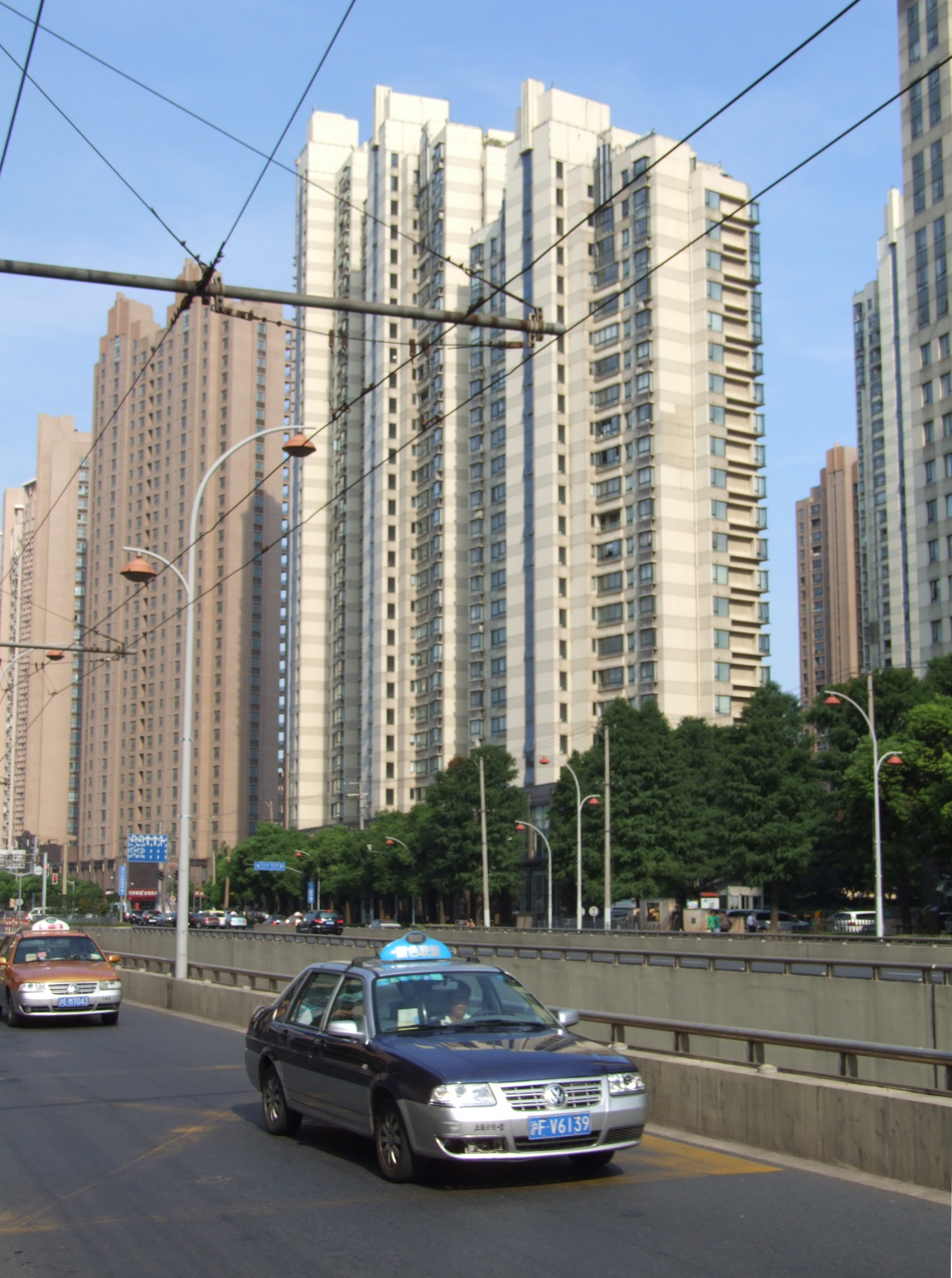
“蓝色联盟”成员企业运营的出租车
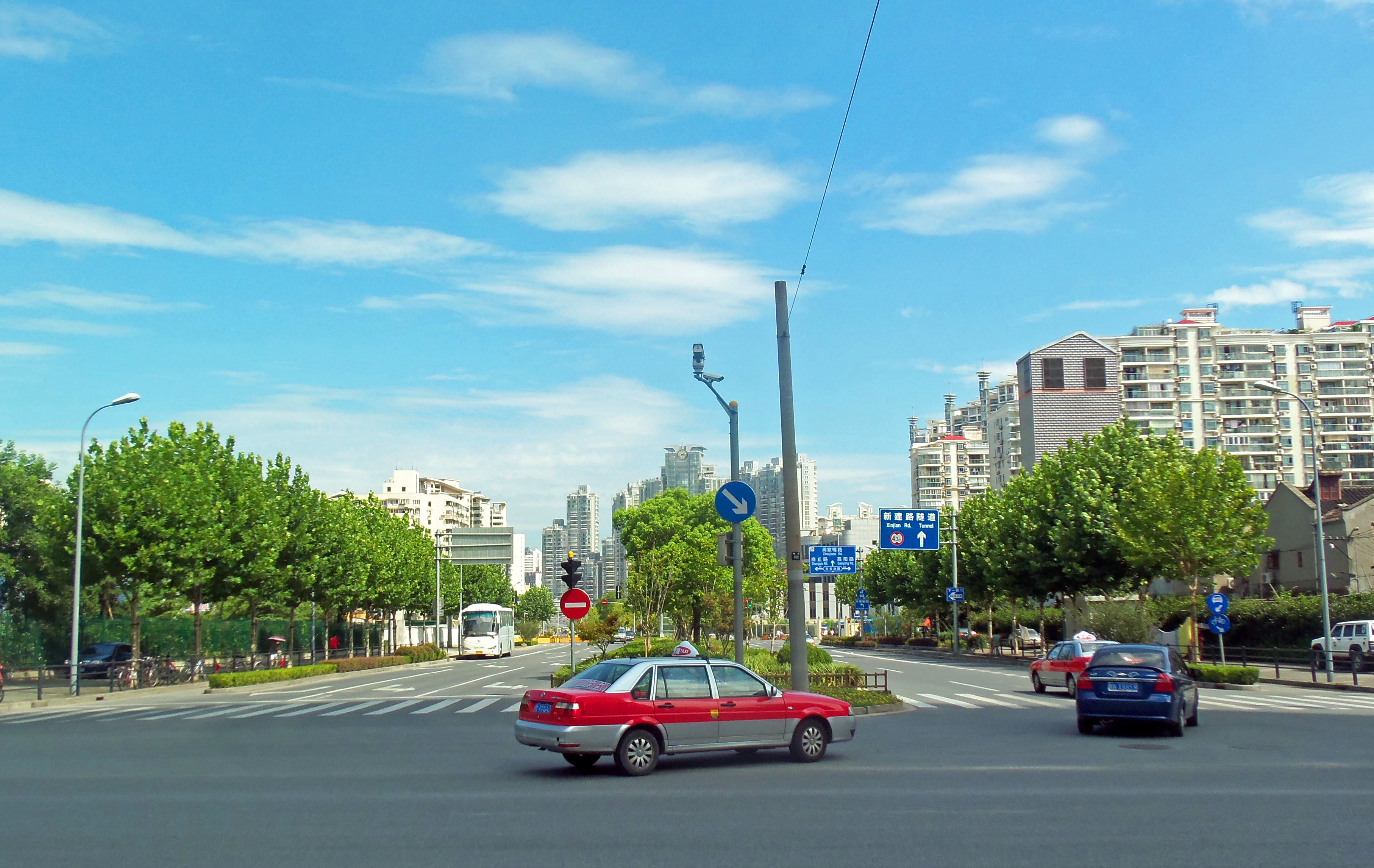
一辆“法兰红”出租车在新建路和东大名路间行驶
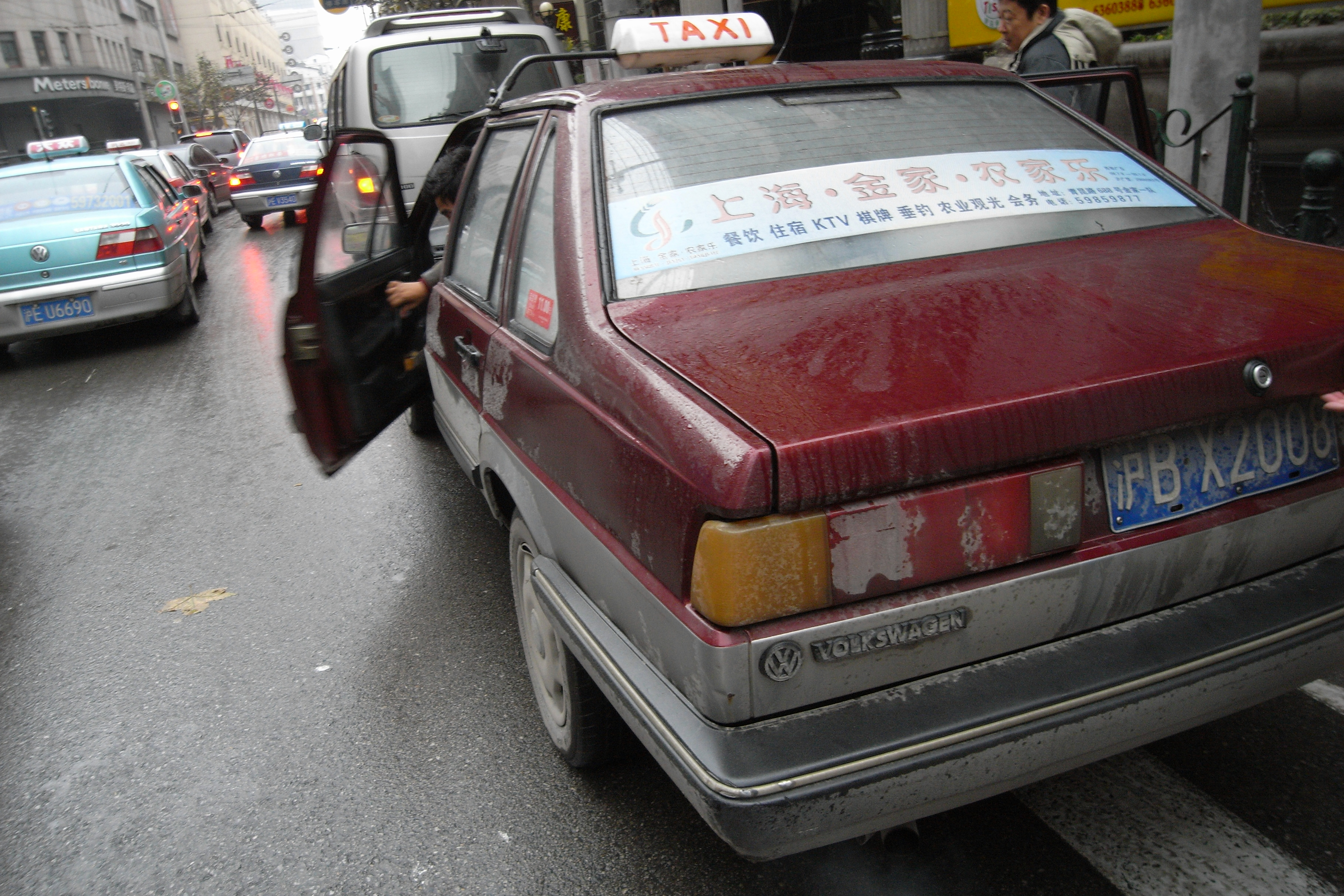
由小规模公司运营的出租车，使用印第安红涂装
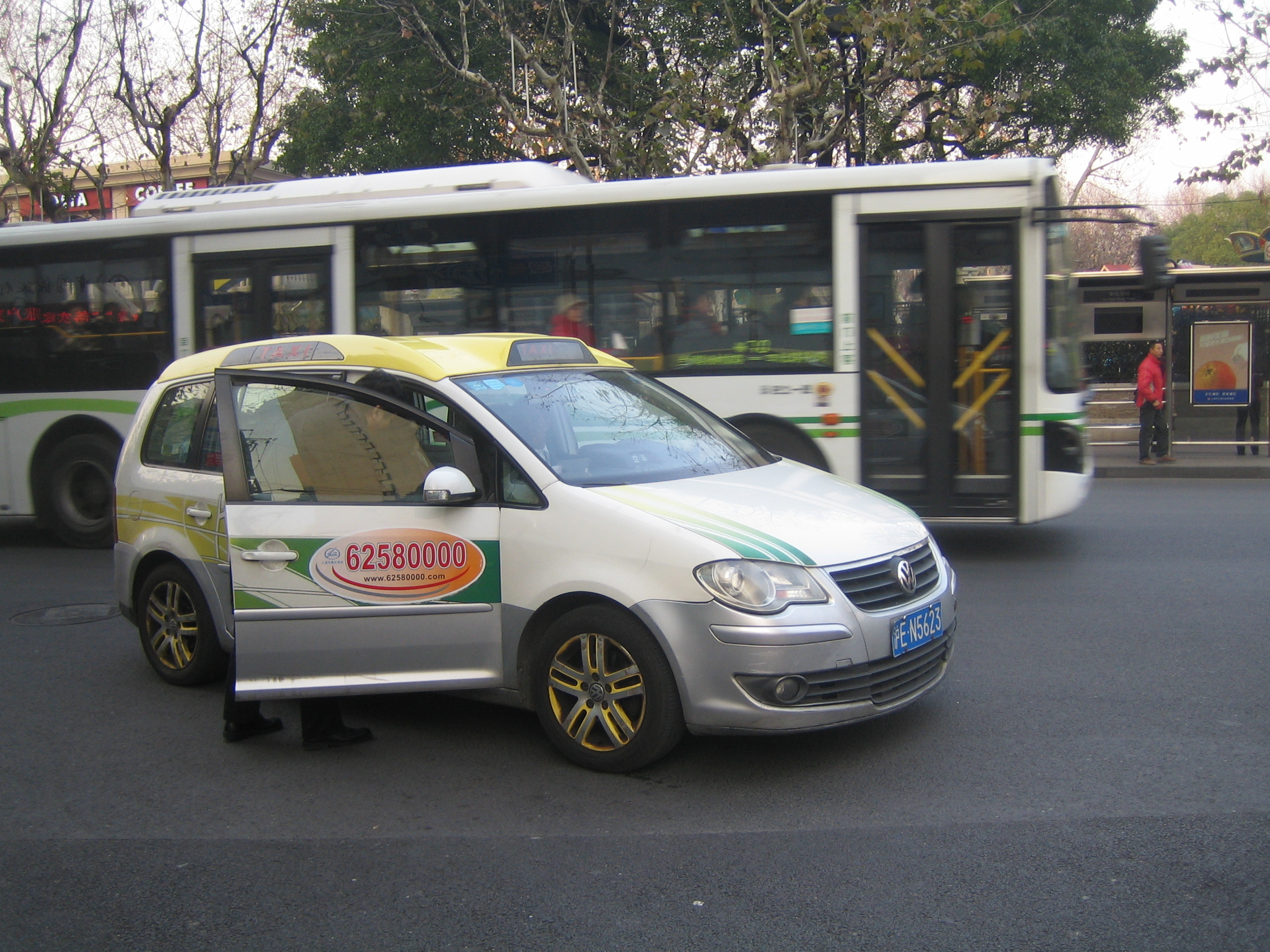
涂有世博会专用涂装的大众途安出租车（2014年12月），2016年4月底退役

### 专用设施
上海的出租车最初没有顶灯，1985年后规定必须装备顶灯，因此自那时起上海出租车统一加装了顶灯，最初顶灯为方形顶灯，印有“TAXI”和经营单位的简称。2009年3月，为迎接世博会召开，上海出租车顶灯统一更换为新型顶灯。该款顶灯设有显示屏，当出租车空车行驶时，顶灯将显示“待运”、“电调”、“停运”等字样，以尽可能杜绝拒载行为和“克隆车”，同时利于乘客识别和监督。而优质服务出租汽车的顶灯颜色为红色，印有“优质车”字样。
1990年代中期起，上海市规定出租车必须使用白座套，且需要定期更换。在2011年，上海市出租车行业协会建议以灰色PVC座套作为取代品，但由于PVC座套耐用期限短，因此上海市决定出租车恢复使用白座套，日后更新的车辆必须使用白座套。

### 车容车貌要求
根据上海市运管处《关于进一步规范出租汽车车辆车容车况和驾驶员仪容仪表工作的通知》，上海的出租车应达到车体外表清洁平整，车身玻璃齐全完好无污渍，保险杠无变形无污渍，车内环境良好，车辆技术性能良好等要求，违者可处以最高2000元的罚款。

## 特殊服务
每年高考前夕，上海四大出租车公司均会提供送考用车预定服务，方便考生及时到达考场。此服务起源于1999年7月1日，当时强生出租推出“高考热线”，接受考生赶考车辆的预定。该服务一经推出，预约量出现了爆满的情况。另外，对身体残疾的考生，上海四大出租车公司提供免费接送服务，此后又推出了收治“非典”定点医院的医务子女免费送考服务（2003年非典流行时期）、全国劳动模范、上海市劳动模范子女免费送考服务和奔赴抗震救灾前线工作人员子女免费送考服务（2008年汶川大地震期间）。
另外，为了解决女性独自乘车容易遭到司机骚扰的问题，大众出租于2018年5月18日成立“玫瑰之盾”车队。该车队下属的出租车虽为平时照常运营，不拒绝男性乘客，但会优先女性乘客乘坐，尤其到深夜时段（每日22点至次日5点）会供女性单身乘客提前预定。同时，大众出租设立了夜间女性乘客应急求助热线，如女性乘客在乘车时遇到紧急情况可以致电该热线求助。
2018年5月，海博出租公司与第三方公司合作，在200辆出租车上安装“车载便利店”，乘客可通过“车载便利店”购买各种饮料、零食，司机也可从销售额中拿到15%的提成。然而这一行为因“未经许可销售食品，不符合现行的法律法规要求”被相关部门叫停。

## 主要问题
2010年上海世博会闭幕后，上海的出租车行业整体服务质量存在下滑趋势，近年来拒载、绕道、多收费等违规行为突出，同时存在司机态度不礼貌、行车不文明等问题，引来了大量的乘客投诉和服务纠纷。为此上海市相关部门出台相关管理办法，以整治这些问题。若出租车司机存在违纪，经乘客投诉确认违纪的，上海市交委会将投诉事实以及情况录入企业诚信档案，并依据相关规定扣除“信誉考核”分，同时督促企业将涉事司机违纪事实计入驾驶员诚信档案。一些企业同时规定驾驶员在一定期限内被投诉一定次数的，将受到严重警告、停运直至开除的处罚，同时扣除奖励金，在处理结束后还需要接受行业规范上岗再培训。根据2018年11月1日起执行的新版《上海市交通委员会关于出租汽车和车辆非法客运行政处罚的裁量基准》规定，出租车司机如出现拒载、绕道多收费，在从业生涯中两次被执法部门查证属实，将被吊销营运资格证。
另外，上海的“克隆出租车”也是近年来的打击重点，一些“克隆出租车”司机存在肇事逃逸、偷换乘客交通卡、逃避处罚等行为。针对“克隆出租车”及其司机的打击，上海市相关部门采取销毁车辆和制假贩假窝点，甚至采取所有上路行驶的出租车开启红色“电调”灯以确认该车是否为“克隆出租车”等措施，并对肇事司机予以拘留。
2016年1月，一名上海本籍的孕妇乘坐出租车回家时，遭到一名外地来沪出租车司机的杀害，是为外地来沪出租车司机杀害上海孕妇案。此事件引发了网友的关注。

## 相关文艺作品
- 电视剧《大上海出租车》[68]